# پیرو گاردونی
پیرو گاردونی (انگلیسی: Piero Gardoni; ۱۲ فوریهٔ ۱۹۳۴ – ۱۵ دسامبر ۱۹۹۴) بازیکن فوتبال اهل ایتالیا بود.
از باشگاه‌هایی که در آن بازی کرده است می‌توان به باشگاه فوتبال رجانا، باشگاه فوتبال آتالانتا، باشگاه فوتبال رجینا و باشگاه فوتبال یو. اس. پرگولیتزه اشاره کرد.

## دوران حرفه‌ای
گاردونی در سال ۱۹۳۴ در بورگو پالاتسو، برگامو به دنیا آمد و در آتالانتا، باشگاه زادگاهش، در بخش جوانان بازی کرد و وارد فوتبال حرفه‌ای شد. در سال ۱۹۵۳، گاردونی به صورت قرضی به باشگاه محلی سری دی کاراواجو پیوست تا تجربه بازی کسب کند. سپس سه فصل را به صورت قرضی در پالاتسولو، که آن باشگاه هم در سری دی فعال بود، گذراند و یک سال را به صورت قرضی در رجانا در سری سی سپری کرد و به این باشگاه کمک کرد تا در سال ۱۹۵۸ به سری بی صعود کند.
گاردونی سپس به آتالانتا بازگشت، جایی که او نه فصل بعدی را در آنجا سپری کرد. در فصل اول خود با تیم بزرگسالان آتالانتا، گاردونی قهرمانی در سری بی فصل ۱۹۵۹-۱۹۵۸ و صعود به سری آ را به دست آورد. او سپس در سال ۱۹۶۰ به عنوان کاپیتان تیم منصوب شد. در فصل ۱۹۶۲–۶۳، گاردونی آتالانتا را به سمت اولین (و تا کنون تنها) قهرمانی کوپا ایتالیا هدایت کرد و بخشی از خط دفاعی بود که تنها سه شوت به سمت دروازه در فینال مقابل تورینو متحمل شد؛ آتالانتا این بازی را با نتیجه ۳–۱ برد. در فصل بعد، گاردونی اولین و تنها گل خود را برای آتالانتا به ثمر رساند، و تیمش با گل او پیروزی ۲–۱ در جریان مسابقات سری آ مقابل ویچنزا را کسب کرد. در مجموع، او ۲۱۳ بازی با پیراهن آتالانتا انجام داد (۲۰۹ در مسابقات لیگ ملی و ۴ در مسابقات جام) و در نقش‌های دفاعی مختلف بازی کرد: او حرفه خود را به عنوان مدافع کناری آغاز کرد و به یک لیبرو تبدیل شد.
در سال ۱۹۶۷، گاردونی آتالانتا را ترک کرد و به باشگاه سری بی رجینا پیوست، جایی که یک فصل را در آنجا گذراند. او پس از یک دوره کوتاه با باشگاهی از سری دی، پرگولتیزه، در سال ۱۹۶۹ به عنوان بازیکن بازنشسته شد.

## زندگی بعد از فوتبال، مرگ و میراث
پس از بازنشستگی از فوتبال، گاردونی در بیمه کار کرد. در دهه ۱۹۹۰، او به همراه پسرش مارکو گاردونی، مالک یک آژانس بیمه در زونیو بود. پس از تشخیص سرطان، گاردونی در تاریخ ۱۲ دسامبر ۱۹۹۴ ناپدید شد و سه روز بعد خودکشی کرد؛ بدن او در رودخانه اولیو پیدا شد.
گاردونی به خاطر سرسختی و قدرت نبرد هوایی‌اش به عنوان یک مدافع کاربلد و همچنین به خاطر رفتار صادقانه و متواضعش به عنوان یک انسان باشخصیت و همچنین به خاطر تعهدش به باشگاه فوتبال آتالانتا به یاد آورده می‌شود. به عنوان کاپیتان تیمی که در سال ۱۹۶۳ قهرمان کوپا ایتالیا شد، گاردونی توسط اولتراهای آتالانتا به عنوان یک نماد شناخته می‌شود و در نمایش‌های حرکتی آن‌ها یادش زنده می‌شود. گاردونی همچنین موضوع آهنگ مورد علاقه طرفداران آتالانتا، با نام Ol Piero است، که توسط لوچیانو راواسیو نوشته شده‌بود.